# Museo Sierra Pambley

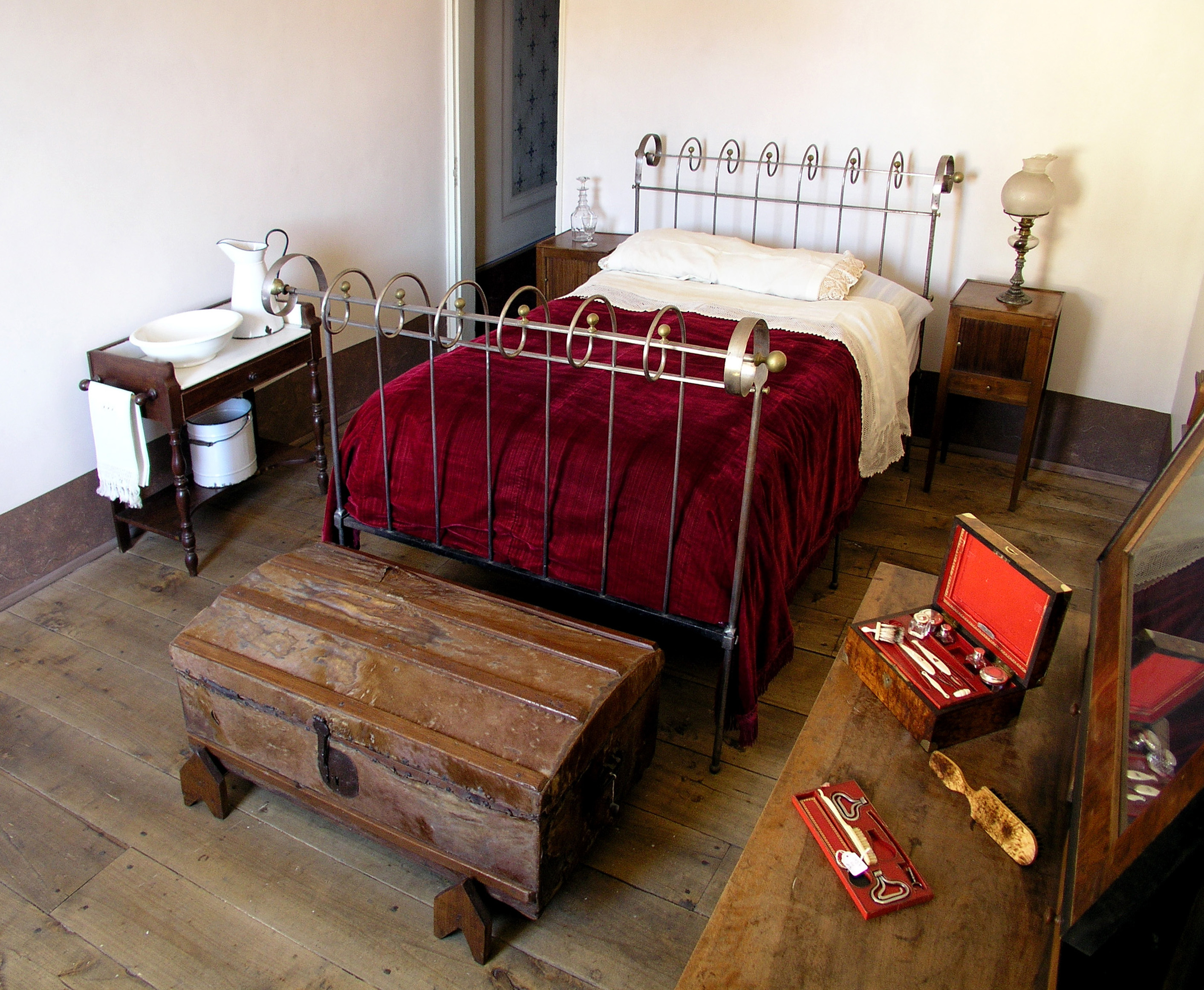
Alcoba de matrimonio, en la planta segunda de la Casa.

El Museo Sierra-Pambley se encuentra en un edificio anexo a las dependencias de la Fundación Sierra-Pambley en León. Muestra, por una parte, la vida, los gustos y la concepción de la casa de una familia ilustrada del siglo XIX, y por otra, la actividad pedagógica de la Fundación Sierra-Pambley. 

## Secciones
Está dividido en dos partes, claramente diferenciadas:

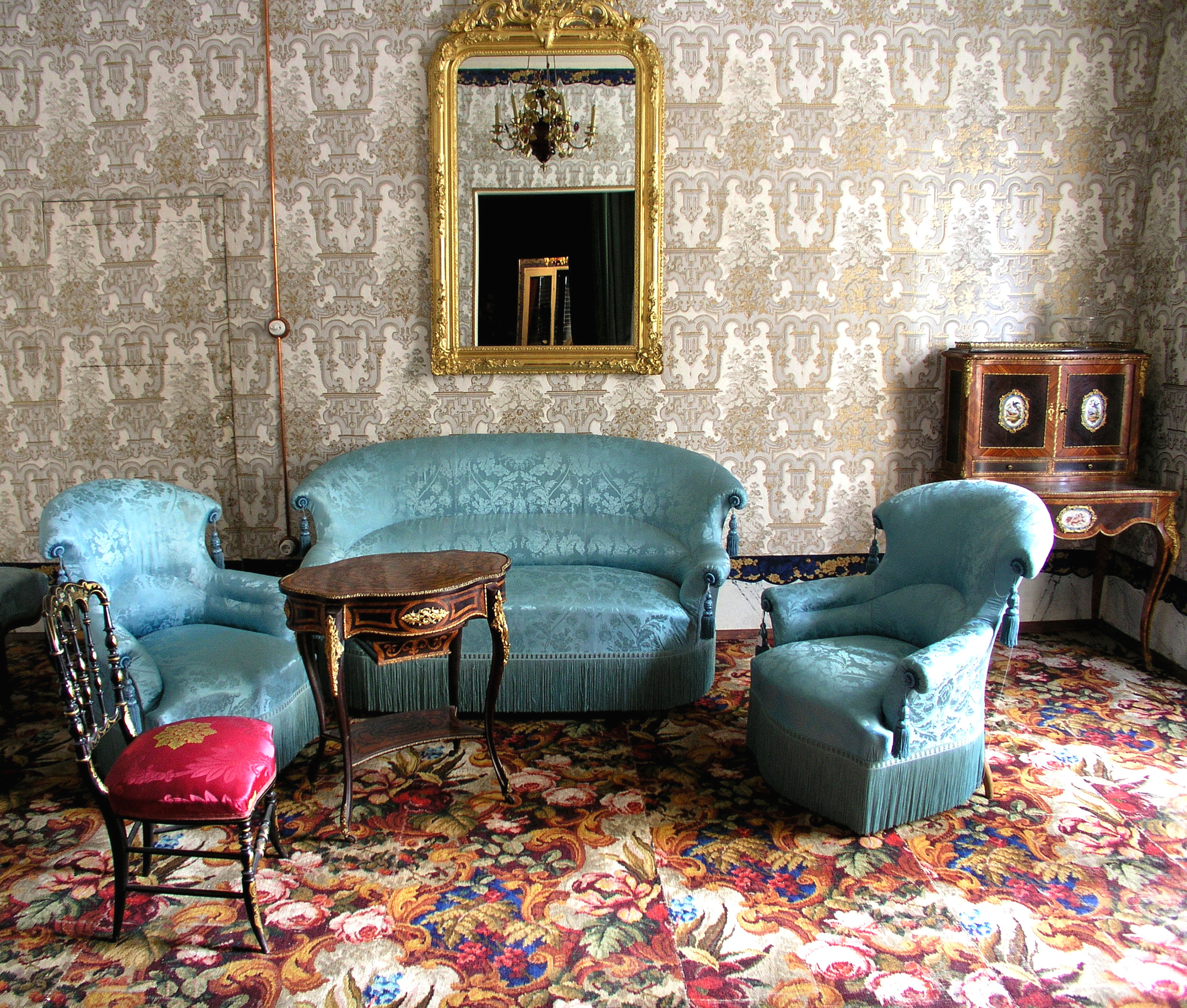
Sala de compañía, en la planta principal de la Casa.

- La Casa Sierra-Pambley: situada en la plaza de la Catedral, fue construida en 1848 por Segundo Sierra-Pambley, y en ella se conserva todo el ajuar con que se amuebló y equipó: desde papeles pintados y moquetas, que por entonces eran una novedad, hasta los muebles, tejidos, vajilla y cubiertos.

- La Sala Cossío: muestra la obra docente de la Fundación, tras su creación por Francisco Fernández Blanco de Sierra-Pambley bajo los auspicios de Francisco Giner de los Ríos, Gumersindo de Azcárate y Manuel Bartolomé Cossío. La institución implantó, en un conjunto de escuelas, el método de enseñanza intuitivo y experimental, no memorístico, propugnado por la Institución Libre de Enseñanza, creada esta en 1876 con el objetivo de reformar la educación española.